# Allogamus starmarchi
Allogamus starmarchi là một loài Trichoptera trong họ Limnephilidae. Chúng phân bố ở miền Cổ bắc, in Ba Lan và Slowakije.
De wetenschappelijke naam verwijst naar de hydrobioloog Karol Starmach, er lijkt daarom sprake van een spelfout. In sommige bronnen wordt dan ook de naam A. starmachi gebruikt.